# وادي الذكريات (فلم)
وادي الذكريات فيلم مصري تم إنتاجه 1981، من إخراج هنري بركات وبطولة شادية ومحمود عبد العزيز وحياة قنديل ومحمود قابيل.

## تمثيل
- شادية
- محمود عبد العزيز
- حياة قنديل
- محمود قابيل
- عماد حمدي
- ليلى فوزي
- فكري أباظة
- قدرية قدري

## روابط خارجية
- مقالات تستعمل روابط فنية بلا صلة مع ويكي بيانات